# کلاته عبدالرحمن
کلاته عبدالرحمن روستایی در دهستان قائن بخش مرکزی شهرستان قائنات استان خراسان جنوبی ایران است.